# Давидова Наталія Анатоліївна
Ната́лія Анато́ліївна Дави́дова (нар. 22 липня 1985, Шерлова Гора) — українська важкоатлетка. Бронзова призерка Олімпійських ігор у Пекіні, призерка чемпіонату світу з важкої атлетики (2007), багаторазова призерка чемпіонатів Європи з важкої атлетики. Заслужений майстер спорту України.

## Біографія
Народилася 22 липня 1985 року в с. Шерлова Гора (Читинська область, Росія).
Аспірантка Чернігівського державного педагогічного університету ім. Т. Г. Шевченка.
Перший тренер — Сергій Попіл. Тренер — Олександр Риков.
Одружена.

## Спортивна кар'єра

### Олімпіада в Пекіні
Посіла третє місце на Олімпіаді в Пекіні у ваговій категорії до 69 кг. У ривку Наталя підняла 115 кг, поділивши в цій дисципліні друге місце з росіянкою Оксаною Сливенко. А у поштовху Наталія підняла 135 кг. Сума в 2,5 центнери стала для українки «бронзовою». Друге місце посіла Сливенко, а чемпіонкою стала китаянка Лі Чуньхун із новим світовим рекордом (286 кг в сумі).

### Допінг-випадок
В серпні 2016 року в результаті повторного аналізу допінг-проб взятих на Олімпійських іграх у Пекіні, проби Наталії Давидової та ряду інших важкоатлетів виявились позитивними. В пробі української важкоатлетки виявлено анаболики (дегідрохлорметилтестостерон). Спортсменку відсторонено на час проведення розслідування. 17 листопада 2016 року Міжнародний олімпійський комітет вирішив дискваліфікувати Наталію Давидову, анулювати її результати на пекінській Олімпіаді, і позбавити її бронзової олімпійської медалі, отриманої на цих іграх.

## Державні нагороди
- Орден княгині Ольги III ст. (4 вересня 2008) — за досягнення високих спортивних результатів на XXIX літніх Олімпійських іграх в Пекіні (Китайська Народна Республіка), виявлені мужність, самовідданість та волю до перемоги, піднесення міжнародного авторитету України[3]